# Oljno slikarstvo
Oljno slikarstvo je proces barvanja s pigmenti s sredstvom za sušenje olja kot veziva. Pogosto uporabljena sušilna olja so laneno olje, makovo olje, orehovo olje in olje žafranike. Izbira olja daje oljni barvi vrsto lastnosti, kot je količina rumenenja ali čas sušenja. Nekatere razlike, odvisne od olja, so vidne tudi v sijaju barv. Umetnik lahko uporablja več različnih olj v isti sliki, odvisno od želenih specifičnih pigmentov in učinkov. Tudi same barve razvijejo posebno konsistenco glede na medij. Olje lahko kuhamo s smolo, kot je smola iz borovcev ali kadila, da se ustvari lak, ki je cenjen po svojem telesu in sijaju.
Čeprav se je oljna barva prvič uporabljala za budistične slike v zahodnem Afganistanu nekje med 5. in 10. stoletjem, ni bila bolj znana vse do 15. stoletja. Njena uporaba se je morda v srednjem veku preselila proti zahodu. Oljna barva je sčasoma postala glavni medij za ustvarjanje umetniških del, saj so njene prednosti postale splošno znane. Prehod se je začel z staronizozemskim slikarstvom v severni Evropi, po količini renesančnih oljnih slikarskih tehnik pa je skoraj v celoti zamenjal uporabo tempera barv v večini Evrope.
V zadnjih letih je na voljo oljna barva, ki se meša z vodo. Barve, topne v vodi ali z dodanimi emulgatorji, ki omogočajo redčenje z vodo in ne z razredčilom, omogočajo, kadar je barva dovolj razredčena, zelo hitro sušenje (1–3 dni) v primerjavi s tradicionalnimi olji (1) do 3 tedne.

## Tehnike
Tradicionalne tehnike oljnega slikanja se pogosto začnejo s skico predmeta na platno z ogljem ali razredčeno barvo. Oljna barva se običajno meša z lanenim oljem, umetniškimi mineralnimi špiriti ali drugimi topili, da se barva razredči in hitreje ali počasneje suši. (Ker ta topila redčijo olje v barvi, se lahko uporabijo tudi za čiščenje čopičev.) Temeljno pravilo uporabe oljne barve je "mastno nad pusto", kar pomeni, da mora vsaka dodatna plast barve vsebovati več olja kot plast spodaj, da se omogoči pravilno sušenje. Če vsak dodatni sloj vsebuje manj olja, bo končna barva razpokala in se lupščila. To pravilo ne zagotavlja trajnosti; kakovost in vrsta olja vodita do močnega in stabilnega barvnega filma. Obstaja veliko drugih medijev, ki se lahko uporabljajo z oljem, vključno s hladnim voskom, smolami in laki. Ti dodatni mediji lahko pomagajo slikarju pri prilagajanju prosojnosti barve, sijaju barve, gostoti ali "telesu" barve in sposobnosti barve, da zadrži ali prikrije čopič. Ti vidiki barve so tesno povezani z izrazno zmogljivostjo oljne barve.
Običajno se je barva prenesla na površino slike s čopiči, vendar obstajajo tudi druge metode, vključno z uporabo paletnih nožev in krp. Oljna barva ostaja mokra dlje kot mnogi drugi materiali umetnikov, kar umetniku omogoča, da spremeni barvo, teksturo ali obliko figure. Včasih lahko slikar celo odstrani celo plast barve in začne znova. To lahko naredimo s krpo in nekaj terpentina za nekaj časa, medtem ko je barva mokra, strjeni sloj pa je treba postrgati. Oljna barva se suši zaradi oksidacije, ne izhlapevanja in je običajno suha na dotik v razponu dveh tednov (nekatere barve se sušijo nekaj dni). Na splošno je dovolj suha, da se lakira v šestih mesecih do enega leta.

## Zgodovina
Čeprav zgodovina tempere (pigmenta, pomešanega z beljaki ali jajčnimi rumenjaki, ki so jih nato naslikali na ometani odsek) in sorodnih medijev v Evropi kaže, da je bilo oljno slikanje tam odkrito neodvisno, obstajajo dokazi, da se je že nekaj stoletij prej uporabljalo v Afganistanu. Zunanje površine in površine, kot so zaščita – tako tiste, ki so se uporabljale na turnirjih, kot tiste, ki so bile obešene kot okraski – so bile bolj trpežne, če so bile barvane v medijih na oljni osnovi, kot pa v tradicionalnih tempera barvah.
Večina renesančnih virov, zlasti Giorgio Vasari, pripisuje severnoevropskim slikarjem iz 15. stoletja in zlasti Jan van Eycku 'izum' slikanja z oljnimi mediji na lesenih ploščah . Vendar pa Theophilus (Roger of Helmarshausen?) V svoji razpravi, o raznih umetnostih, napisani leta 1125, jasno daje navodila za slikanje na oljni osnovi. V tem obdobju je bilo verjetno uporabljeno za barvanje skulptur, rezbarij in lesene opreme, morda posebej za zunanjo uporabo. Toda staronizozemsko slikarstvo z umetniki, kot sta van Eyck in Robert Campin v 15. stoletju, sta prva naredila olje kot običajni medij za slikanje in raziskala uporabo plasti in glazur, sledila jim je preostala severna Evropa in šele nato Italija.
Zgodnja dela so bile še vedno tabelne slike, vendar je konec 15. stoletja platno postalo bolj priljubljeno kot osnova, saj je bilo cenejše, lažje, dovoljevalo je večja dela in ni zahtevalo zapletenih predhodnih slojev gesso (fin sloj ometa, bela mešanica barv, ki sestoji iz veziva, pomešanega s kredo, sadro, pigmentom ali katero koli kombinacijo teh). Benetke, kjer je bilo lahko dostopno platno, so bile vodilne pri dobavi platna. Tudi majhne kabinetne slike so bile narejene na kovinskih, predvsem bakrenih ploščah. Te podloge so bile dražje, vendar zelo trdne, kar je omogočilo zapletene podrobnosti. Za ta namen so bile pogosto uporabljene tiskarske plošče. Priljubljenost olja se je širila po severnem delu Italije, začenši v Benetkami konec 15. stoletja. Do leta 1540 je prejšnja metoda slikanja na plošče (tempera) že skoraj izumrla, čeprav so Italijani še naprej uporabljali fresko na osnovi krede za stenske poslikave, ki je bila manj uspešna in trajna v blažjih severnih podnebjih.

## Sestavine
Samo laneno olje izvira iz lanenega semena. Platno, "podpora" za oljno sliko, prav tako prihaja iz rastline lan. Olje žafranike (Carthamus tinctorius) ali orehovo ali makovo olje se včasih uporablja pri oblikovanju svetlejših barv, kot je bela, ker manj "rumeni" pri sušenju kot laneno olje, vendar imajo rahlo pomanjkljivost pri počasnejšem sušenju in morda ne zagotavljajo najmočnejše barve. Laneno olje se posuši rumeno in lahko spremeni barvni odtenek.
Nedavni napredek na področju kemije je ustvaril sodobne oljne barve, ki se lahko mešajo z vodo in jih lahko uporabimo in očistimo z vodo. Majhne spremembe v molekularni strukturi olja ustvarjajo to lastnost, ki se meša z vodo.

## Podpora za oljno sliko
Tradicionalno umetniško platno je narejeno iz lanene tkanine, a cenejša bombažna tkanina postala priljubljena. Umetnik najprej pripravi lesen okvir, ki je lahko nastavljiv ali tog. Platno (nosilec) se nato potegne čez lesen okvir in se zategne ali spne tesno na zadnji rob. Potem umetnik določi velikost in izolira platno od kislih lastnosti barve. Tradicionalno je bilo platno prekrito s plastjo živalskega lepila (sodobni slikarji bodo uporabljali lepilo iz kunčje kože) kot velikost in napolnjeno s svinčeno belo barvo, včasih z dodano kredo. Plošče so bile pripravljene z gesso, mešanico lepila in krede.
Sodobni akrilni gesso je narejen iz titanovega dioksida z akrilnim vezivom. Pogosto se uporablja na platnu, medtem ko pravi gesso ni primeren za platno. Umetnik lahko nanese več plasti gessoja, vsakega  gladko brusi ko se posuši. Akrilni gesso je zelo težko brusiti. Eni proizvajalci delajo 'pesščen' akrilni gesso, vendar je namenjen samo za plošče in ne za platno. Gesso je mogoče narediti posebne barve, vendar je večina kupljenih gessojev belih. Plast gesso, odvisno od debeline, bo po navadi dala oljni barvi porozno površino. Prekomerne ali neenakomerne plasti so včasih vidne na površini dokončanih slik kot sprememba, ki ni zaradi barve.
Standardne velikosti za oljne slike so bile postavljene v Franciji v 19. stoletju. Standarde je uporabljala večina umetnikov, ne samo Francozov, kot je bilo – in očitno še vedno – podprto z glavnimi dobavitelji materialov umetnikov. Velikost 0 (toile de 0) do velikosti 120 (toile de 120) je razdeljena na ločene 'mere' za figure (figure), pokrajine (paysage) in morje (marine), ki bolj ali manj ohranjajo diagonalo. Tako figura 0 ustreza višini s pokrajino 1 in morjem 2.
Čeprav so bile uporabljene površine, kot so linolej, lesena plošča, papir, skrilavec, stisnjen les, masonit in karton, je od 16. stoletja dalje najbolj priljubljena površina platno, čeprav so mnogi umetniki uporabljali plošče še v 17. stoletju in kasneje. Plošča je dražja, težja, težji za prevoz in nagnjena je k deformaciji ali razcepitvi v slabih pogojih.

## Postopek
Oljna barva je narejena z mešanjem barvnih pigmentov z oljnim medijem. Različne barve so narejene ali kupljene vnaprej pripravljene, preden se začne barvanje, vendar se nadaljnji odtenki barve običajno pridobijo z mešanjem majhnih količin skupaj, ko je postopek barvanja v teku. Za držanje in mešanje barv različnih barv se uporablja tradicionalna umetniška paleta, ki je tradicionalno tanka lesena deska v roki. Pigmenti so lahko poljubno število naravnih ali sintetičnih snovi z barvo, kot so sulfidi za rumene ali kobaltove soli za modro. Tradicionalni pigmenti so temeljili na mineralih ali rastlinah, vendar so se mnogi pokazali kot nestabilni v daljšem časovnem obdobju; videz mnogih starih slik se danes zelo razlikuje od izvirnika. Sodobni pigmenti pogosto uporabljajo sintetične kemikalije. Pigment se zmeša z oljem, običajno lanenim, vendar se lahko uporabijo tudi druga olja. Različna olja se sušijo drugače, kar ustvarja različne učinke.
Tradicionalno so umetniki mešali lastne barve iz surovih pigmentov, ki so jih pogosto pripravili in zmleli sami. To je otežilo prenosljivost in ohranilo večino slikarskih dejavnosti v studiu. To se je spremenilo v 1800-ih, ko so tube oljne barve postale široko dostopne po ameriškem slikarju portretov Johnu Goffeju, ki je iznašel stisljivo ali zložljivo kovinsko cev leta 1841 (leto rojstva Clauda Moneta). Umetniki so lahko hitro in preprosto mešali barve, kar je prvič omogočilo razmeroma udobno pleneristično (v naravi) slikarstvo (skupni pristop v francoskem impresionizmu).
Čopič je najpogosteje uporabljen za uporabo barve, pogosto preko skiciranega obrisa predmeta slike (ki je lahko v drugem mediju). Čopiči so narejeni iz različnih vlaken za ustvarjanje različnih učinkov. Na primer, narejeni s prašičje ščetine, se lahko uporabijo za drznejše premike in impasto teksture. Dihurjeva ali mungova dlaka je mehka in fina ter primerna za portrete in podrobna dela. Še dražji so čopiči iz soboljevine) ali podlacice. Najbolj kakovostni čopiči se imenujejo "kolinsky sable"; ta vlakna so vzeta iz repa sibirske podlasice. Te ščetine so superfine, so mehke na otip in imajo dober spomin (vrnejo se na prvotno točko, ko se čopič dvigne s platna), znane umetnikom kot snap čopiči. Vlakna brez snap, kot so veveričja, običajno ne uporabljajo slikarji olja.
V zadnjih nekaj desetletjih je bilo prodanih veliko sintetičnih čopičev. Ti so zelo trpežni in lahko zelo dobri, pa tudi stroškovno učinkoviti.
Čopiči so v različnih velikostih in oblik in se uporabljajo za različne namene. Na primer, okrogel je koničast, in se uporablja za podrobno delo. Ploščat se uporablja za nanos širokih barvnih odsekov. "Bright" je ploski čopič s krajšimi dlačicami, ki se uporablja za "čiščenje". "Filbert" je ploski čopič z zaobljenimi vogali. "Egbert" je zelo dolg in redek filbert čopič. Umetnik lahko nanaša barvo tudi s paletnim nožem, ki je ravno kovinsko rezilo. Paletni nož se lahko uporablja tudi za odstranjevanje barve s platna, kadar je to potrebno. Za nanos ali odstranitev barve se lahko uporabijo različna nekonvencionalna orodja, kot so krpe, spužve in bombažne krpice. Nekateri umetniki nanašajo barve celo s prsti.
Slikarji so tradicionalno uporabljali barve v slojih, znanih kot "glazure", metoda, ki se preprosto imenuje "posredno slikanje". Ta metoda je bila najprej izpopolnjena s prilagoditvijo tehnike slikanja jajčne tempere, uporabili pa so jo flamski slikarji v severni Evropi s pigmentnimi podlagami v lanenem olju. V zadnjem času se je ta pristop imenoval "mešana tehnika" ali "mešana metoda". Prvi sloj (spodnji premaz) je položen, pogosto naslikan z jajčno tempero ali terpentinsko razredčeno barvo. Ta plast pomaga pri "toniranju" platna in prekrivanju bele barve. Mnogi umetniki uporabljajo to plast za risanje kompozicije. Ta prvi sloj se lahko pred nadaljevanjem prilagodi, kar je prednost pred metodo "risanja", uporabljeno v freski. Ko se ta plast posuši, lahko umetnik nadaljuje s slikanjem "mozaika" barvnih vzorcev od najtemnejšega do najlažjega. Meje barv so med seboj pomešane, ko se zaključi "mozaik", nato pa se pusti, da se posuši, preden se uporabijo podrobnosti.
Umetniki v kasnejših obdobjih, kot je bila impresionistična doba (konec 19. stoletja), so se pogosto razširili na metodo mokro na mokro, tako da so mokro barvo na platnu mešali brez renesančnega pristopa plastenja in zasteklitve. Ta metoda se imenuje tudi alla prima. Metoda je nastala zaradi nastanka slikanja na prostem, namesto v notranjosti studia, ker zunaj umetnik ni imel časa, da bi vsak sloj barve posušil, preden je dodal novo plast. Več sodobnih umetnikov uporablja kombinacijo obeh tehnik, da doda drzno barvo (mokro na mokro) in pridobi globino plasti skozi zasteklitev.
Ko je slika končana in se posuši do enega leta, umetnik pogosto zapečati delo s plastjo laka, ki je običajno narejena iz kristalov smole, raztopljenih v terpentinu. Takšne lake lahko odstranimo, ne da bi pri tem motili oljno sliko, da bi omogočili čiščenje in ohranjanje. Nekateri sodobni umetniki se odločijo, da ne bodo lakirali svojega dela in pustijo površino nelakirano.